# تايلور لابيلوس
تايلور لابيلوس (بالفرنسية: Taylor Lapilus؛ مواليد 8 أبريل 1992) هو مُقاتل فنون قتالية مختلطة فرنسي.

## وصلات خارجية
- تايلور لابيلوس على موقع بوكس ريك (الإنجليزية) (registration required)
- تايلور لابيلوس على موقع يو إف سي (الإنجليزية)
- تايلور لابيلوس على موقع شيردوغ (الإنجليزية)
- تايلور لابيلوس على موقع Tapology.com (الإنجليزية)
- تايلور لابيلوس على موقع IMDb (الإنجليزية)